# East Kilbride
East Kilbride, la primera ciutat planificada d'Escòcia, és una població de mida mitjana a l'est de Glasgow amb 73.820 habitants (2004). East Kilbride és en una elevació del terreny al sud de Cathkin Braes, a uns 12 km del centre de Glasgow. El riu Rotten Calder discorre pel costat est de la ciutat, en direcció nord cap al riu Clyde.
East Kilbride forma part de l'àrea metropolitana coneguda com a Gran Glasgow, i recentment ha superat a Paisley com la localitat més gran d'Escòcia (excloses les sis que tenen la categoria de ciutat: Glasgow, Edimburg, Aberdeen, Dundee, Inverness i Stirling).

## Història

### L'East Kilbride primitiu

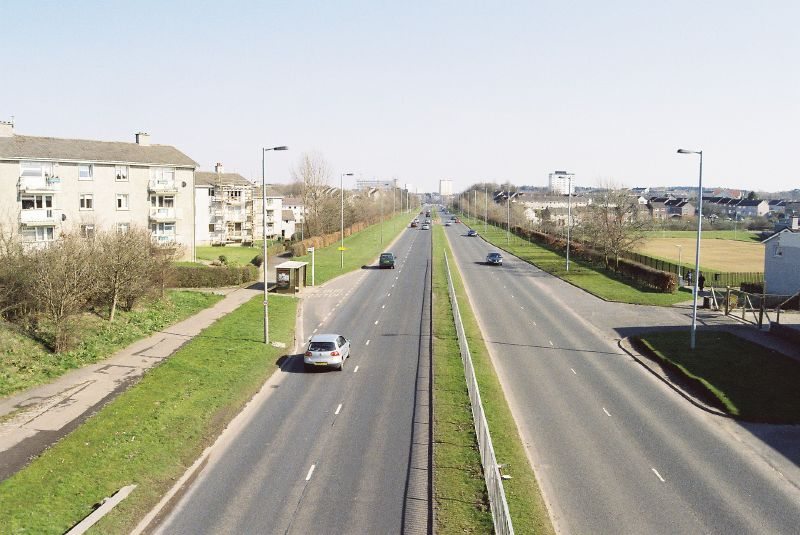
East Kilbride.

Els rastres més antics d'assentaments humans a la zona d'East Kilbride són les tombes trobades prop de Kype Water, al sud. També s'han trobat monedes i calçat romà.
El nom de la ciutat es deu a Santa Brígida de Kildare (St Bride en anglès), el culte va ser introduït a Escòcia per monjos irlandesos. L'altra part del nom, Kil, del gaèlic Cill, significa "església" o "cementiri". La parròquia original va ser fundada sobre un antic pou sagrat precristià, cosa que probablement justifica la seva associació amb Santa Brígida, ja que el pou estava dedicat a la deessa celta Brigit, de la qual santa Brígida va ser una continuació i una apropiació cristiana. Al llarg dels segles l'església ha estat destruïda i reconstruïda en diverses ocasions. Com a resultat, l'església actual dista uns 50 metres de la ubicació original.
La presència d'una garsa de mar en l'escut de la ciutat es podria deure o bé al fet que aquest ocell es relaciona tradicionalment tant amb Brigit com amb Santa Brígida, o bé al fet que forma part de l'escut de la família Lindsey, important en aquesta zona.

### East Kilbride, ciutat planificada

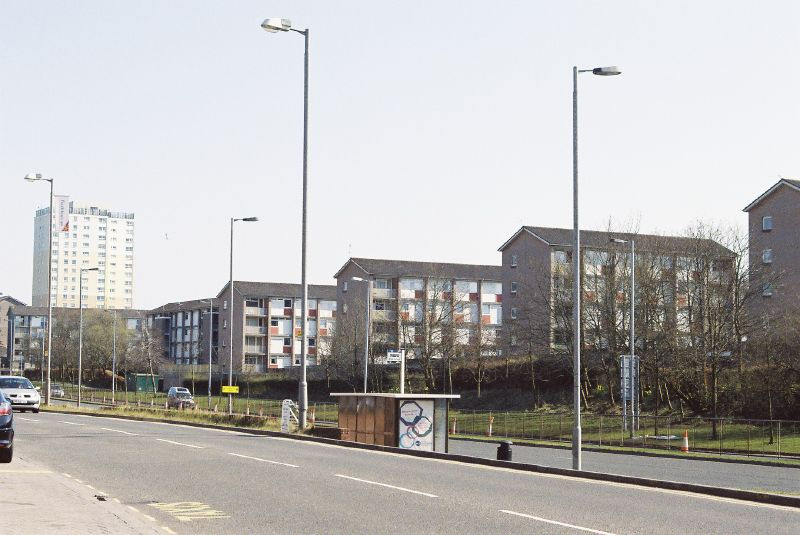
East Kilbride.

East Kilbride es va transformar molt ràpidament a mitjan segle xx, passant de ser un poble de tot just 900 habitants a una ciutat del rang de les large burghs. La raó d'aquest ràpid creixement s'ha de buscar en la ràpida industrialització de l'àrea de Glasgow i el riu Clyde durant el segle xix, que va crear grans masses de treballadors necessitats d'un habitatge, la Primera Guerra Mundial va impedir que es busqués una solució a aquesta situació, igual que la Gran Depressió. D'aquesta manera, fins després de la Segona Guerra Mundial no es va poder buscar una sortida al greu problema de sobreocupació dels habitatges a l'àrea de Glasgow.
En aquest context, el 1946 un Pla Regional per al Gran Glasgow va buscar possibles ubicacions al voltant de la ciutat on es poguessin construir poblacions satèl·lits. East Kilbride va ser la primera d'aquestes ciutats planificades en crear-se a partir de 1947. En anys posteriors es van crear Glenrothes (1948), Cumbernauld (1956), Livingston (1962) i Irvine (1964). La ciutat està subdividida en barris residencials, cadascun d'ells amb les seves botigues, escoles i equipaments comuns. Aquests barris es reparteixen al voltant del centre de la ciutat, de forma circular. Les indústries en canvi s'agrupen en zones més apartades del nord, de l'oest i del sud, al voltant de la ciutat.

## Transport
East Kilbride està connectada amb Glasgow per autobús i tren, i existeixen també dues carreteres que uneixen els suburbis del voltant de la ciutat amb el centre: l'A726 i l'A749. Els trens cap a Glasgow triguen uns 27 minuts, i tenen una freqüència de mitja hora, els autobusos són operats per la companyia First Glasgow, mentre que Stagecoach West Scotland ofereix serveis a Ayr, McKindless connecta amb Wishaw, Carluke i Lanark, i altres petites companyies amb destinacions com Strathaven i Newarthill.
Igual que succeeix en altres ciutats planificades, el sistema de carreteres d'East Kilbride conté nombroses rotondes, de manera que els habitants de Glasgow se solen referir a East Kilbride com "pol mint city", en referència a uns caramels en forma d'anell.